# Amt Rosbach
Das Amt Rosbach (auch: Amt Roßbach) war ein Amt der Landgrafschaft und zuletzt des Großherzogtums Hessen.

## Funktion
In Mittelalter und Früher Neuzeit waren Ämter eine Ebene zwischen den Gemeinden und der Landesherrschaft. Die Funktionen von Verwaltung und Rechtsprechung waren hier nicht getrennt. Dem Amt stand ein Amtmann vor, der von der Landesherrschaft eingesetzt wurde. 

## Geschichte
Das Amt Rosbach gehörte zur Landgrafschaft Hessen-Darmstadt, die 1806 zum Großherzogtum Hessen wurde. Hier lag das Amt in der Provinz Oberhessen.
Ab 1820 kam es im Großherzogtum zu Verwaltungsreformen. 1820 wurde das Amt Rosbach aufgelöst und dem Amt Friedberg zugeschlagen. Aber schon ein Jahr darauf, 1821, wurden mit einer weiteren Reform auch auf unterer Ebene Justiz und Verwaltung getrennt und alle Ämter aufgelöst. Für die bisher durch die Ämter wahrgenommenen Verwaltungsaufgaben wurden Landratsbezirke geschaffen, für die erstinstanzliche Rechtsprechung Landgerichte. Die Verwaltungsaufgaben des ehemaligen Amtes Friedberg wurden auf den Landratsbezirk Butzbach und die Rechtsprechung dem Landgericht Friedberg übertragen.

## Bestandteile
Bis zu seiner Auflösung gehörten zum Amt Rosbach die Gemeinden
- Ober-Rosbach (Stadt)
- Nieder-Rosbach

## Recht
Im Amt Rosbach galt das Gemeine Recht, behielt seine Geltung auch im gesamten 19. Jahrhundert und wurden erst zum 1. Januar 1900 von dem einheitlich im ganzen Deutschen Reich geltenden Bürgerlichen Gesetzbuch abgelöst.